# Goslarer Unruhen 1527

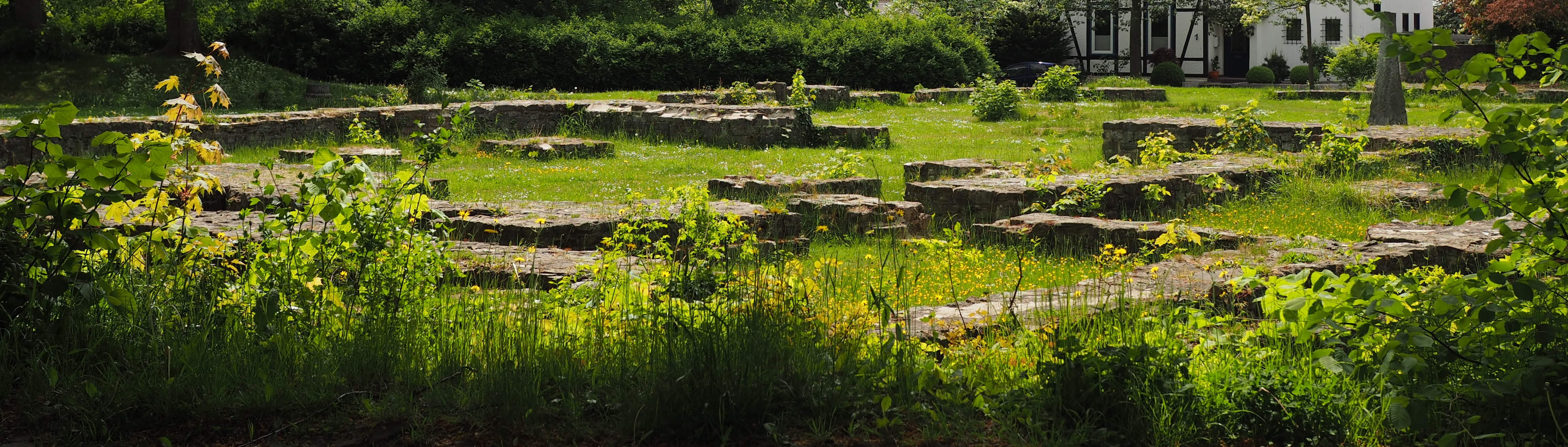
Goslar, Georgenberg, Grundmauern des 1527 zerstörten Georgstifts

Die Goslarer Unruhen von 1527 waren ein politisch-sozial und religiös bedingter Konflikt in der Reichsstadt Goslar, der zur Verwüstung mehrerer Kirchen und Klöster führte.

## Vorgeschichte
Wie in vielen Städten des Reichs gab es auch in Goslar einen eingewurzelten Groll der Handwerkergilden gegen den vom Patriziat dominierten Stadtrat und gegen die gerichts- und abgabenfreien Klöster und Stifte. Die Unzufriedenheit, verstärkt durch Verarmung und Not beträchtlicher Bevölkerungsteile, verband sich nach 1517 mit den Anliegen der Reformation. Als der Dechant des Domstifts Diedrich Rorbeck 1524 wegen der umstrittenen Neubesetzung der Stiftspfarrei St. Thomas an den Papst appellierte, sammelte sich am 25. Februar eine wütende Volksmenge, stürmte und plünderte den Dechantenhof, entführte den Dechanten in den Harz und ermordete ihn dort. St. Jakobi, die Kirche der Handwerker, wurde in den frühen 1520er Jahren Zentrum der reformatorischen Ideen. In ihrem Umkreis entstand 1525 eine Zusammenstellung von Gravamina an den Rat. Darin wurden die freie Wahl evangelisch lehrender Prediger, aber auch eine gewisse Selbstverwaltung der Handwerkerschaft sowie eine große Zahl konkreter wirtschaftlicher Schutzregelungen gefordert.
Die Spannungen in der Stadt wurden explosiv durch den Druck, den der Braunschweiger Herzog Heinrich II. zur Wiedergewinnung des Rammelsberger Erzbergbaus ausübte. Dieser befand sich seit Jahrhunderten im Pfandbesitz der Stadt und war ihre Haupteinnahmequelle. Heinrich strebte die Rückgewinnung an und veranlasste die Inbesitznahme der Bergwerksanlagen, was dort zu blutigen Auseinandersetzungen führte.

## Verlauf
Für die aufgebrachte Volksmenge war das reiche St.-Georgs-Stift auf dem Georgenberg vor dem Rosentor ein Hauptanstoß des Ärgernisses. Es stand unter herzoglicher Oberhoheit, hielt – wie der Herzog – am katholischen Gottesdienst fest und konnte bei einem Angriff gegen die Stadt als Stützpunkt genutzt werden. Eine zeitgenössische Quelle, die Carl Wolff wiedergibt, schildert die Ereignisse so:
Im Jahr 1527, am Vortag des Fronleichnamsfestes [19. Juni], fielen aus Goslar viele aus dem Volk in das Kloster [St.-Georgs-Stift] ein, brachen in den Konventsgarten ein, warfen die Fenster entzwei und verübten viel anderen Mutwillen, worauf der Prokurator zweimal zum Rathaus sandte mit Klage und Bitte um Hilfe. Es wurde auch beide Male von Ratspersonen, die aus der Ratsstube geschickt wurden, Zusage gegeben, man wolle das Volk zur Ruhe bringen, aber bei dem Mutwillen blieb es bis gegen Abend. Als das überhand nahm, suchte der Prokurator noch einmal auf dem Rathaus um Hilfe nach. Darauf kam der Bürgermeister Hans Weidemann mit Jochen Wegener und Carsten Balder und sie nahmen mehrere mit Gewalt fest, ließen sie aber am übernächsten Tag ungestraft frei, wodurch die Täter in ihrem bösen Vorhaben nur gestärkt wurden.
Am Maria-Magdalenen-Tag [22. Juli] um 9 Uhr kamen Hans Weidemann, Jochen Wegener, Carsten Balder und Hans Grimm mit ihren Dienern an die Kirche und schlugen mit ihrem Spieß an die Tür, bis der Prokurator öffnete. Hans Weidemann fragte, ob fremde Leute im Kloster seien; ihm sei verraten worden, der Herzog [Heinrich II. von Braunschweig] habe fremde Leute [militärische Besatzung] geschickt. Der Prokurator antwortete: „Nein.“ Nachdem er die Tür öffnen musste und niemand darin war, sagte Weidemann: „Wollt Ihr noch was wegbringen, dann tut es, ich kann dem Volk nicht länger wehren.“ Darauf der Prokurator: „Herr Bürgermeister, lasst uns noch acht Tage, das ist jetzt sehr eilig für uns.“ Weidemann erwiderte nichts weiter als: „Was Ihr noch herausbringen könnt, das tut ungesäumt“, und darauf zog er mit seiner Kohorte wieder in die Stadt hinab. Als der Pförtner hinter ihm das Tor schließen wollte, schrie ihn Weidemann an: „Lasst das Tor offen!“ Und das Gesinde und die Knechte aus der Stadt blieben drinnen und machten ein Lager.
Während der Mahlzeit fingen die Knechte und viele Bürger aus der Stadt ein solches Geschrei, Tumult und Hauen an, dass man im Refektorium mit Singen und Lesen aufhören musste, und als der Propst mit den Brüdern in die Kirche kam, winkte einer dem Propst und sagte: „Wollt Ihr denn nicht einsehen, man wird uns das Kloster über dem Kopf abbrennen.“ Der Propst sagte:  „Das erwarte ich nicht.“ Da hörte er, dass Weidemann ihn rief und fand Hans Weidemann mit Jochen Wegener, Carsten Balder und Hans Grimm und eine Menge Volk zu Fuß und zu Pferde mit Gewehren und Kanonen. Und Weidemann ergriff das Wort und sagte: „Herr Propst, wollt ihr noch was hinausbringen, dann tut es, es wird nicht anders werden, ich kann es nicht abwenden.“ Da standen der Profoss und mehrere Knechte mit brennenden Lunten und Feuer, und der Profoss schrie: „Ist es nun so weit? Soll man in Brand stecken?“ Da sagte Weidemann: „Herr Propst, seht zu, dass keine Personen im Kloster angefallen werden oder Schaden nehmen.“ Darauf der Propst: „Wahrhaftig, wenn es so ist, will ich die Personen schnell warnen.“ Das war das letzte Wort, das der Propst mit dem Bürgermeister sprach.
Unterdessen fragte der Profoss noch einmal: „Ist es nun so weit? Wie lange soll es noch dauern, bis man anstecken soll?“ Da sagte der redliche Weidemann: „Nun ja, in Gottes Namen, steckt an!“ Da liefen sie hin und steckten zuerst den Schafstall an und so fort. Als nun die Gebäude rings umher brannten, kam der Profoss und sagte: „Herr Bürgermeister, die Kirche steht noch, soll man die auch in Brand setzen?“ Darauf Carsten Balder: „Ja, was wäre es sonst, die muss auch angesteckt werden.“ Da wurden die geschlossenen Türen geöffnet und die Kirche in Brand gesetzt, sodass um 4 Uhr alles in Trümmern lag.
In der Folge wurden auch das St.-Peters-Stift auf dem Petersberg, die Johanniterkommende Zum Heiligen Grab vor dem Vititor und die Pfarrkirche St. Johannes am Hang des Rammelsbergs geplündert und niedergebrannt. Im Dom, in der Thomaskirche und im Kloster Neuwerk wurden Kirchenschätze geraubt und Kreuze und Bilder zerstört.

## Folgen
Herzog Heinrich II. nahm die Ereignisse zum Anlass, die Stadt Goslar wegen Landfriedensbruchs beim Reichskammergericht zu verklagen. Nach 13-jährigem Prozess wurde 1540 die Reichsacht über Goslar verhängt und der Herzog mit der Vollstreckung beauftragt; das Urteil wurde jedoch schon 1541 wieder aufgehoben. Bereits 1531 war Goslar dem Schmalkaldischen Bund beigetreten.